# Adana (província)
Adana é uma província e área metropolitana do sul da Turquia, na região do Mediterrâneo, com capital na cidade homónima. Tem 13 844 km² de área e em dezembro de 2021 tinha 2 279 228 habitantes (densidade: 164,6 hab./km²).
| Províncias adjacentes à de Adana |                   |                                           |
| Nide (Niğde)                     | Caiseri (Kayseri) | Caiseri                                   |
| Nide                             |                   | Cacramanemaraxe (Kahramanmaraş) e Osmanie |
| Mersim                           | Mar Mediterrâneo  | Hatai                                     |

A província está subdividida nos seguintes distritos:
- Aladağ
- Ceyhan
- Çukurova
- Feke
- İmamoğlu
- Karaisalı
- Karataş
- Kozan
- Pozantı
- Saimbeyli
- Sarıçam
- Seyhan
- Tufanbeyli
- Yumurtalık
- Yüreğir

A cidade de Adana ocupa o distrito de Seyhan (que constitui o centro) e, parcialmente, os distritos de Yüreğir, Çukurova e Sarıçam.